# Tobisvik

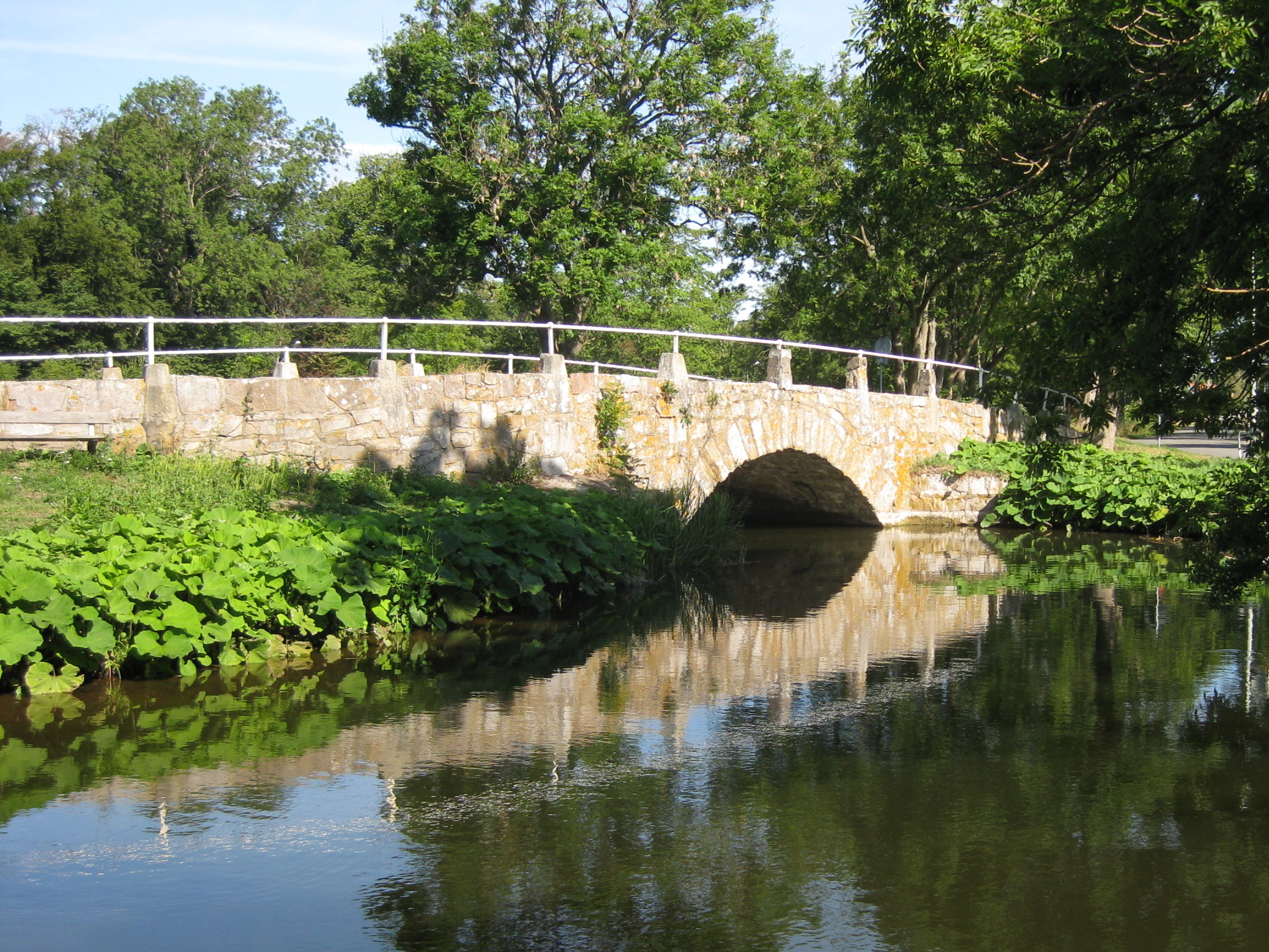
Tommarpsån vid Tobisvik

Tobisvik är en vik vid Tommarpsåns mynning norr om Simrishamn. Tobis är en småfisk, ofta använd som agn. Så sent som på 1990-talet fångades tobis med nät som drogs upp från stranden för hand. Tobisviken har också gett namn åt medeltidsborgen, Tobisborg, som låg vid Tommarpsåns ursprungliga utlopp.